# Chionaema subalba
Chionaema subalba là một loài bướm đêm thuộc phân họ Arctiinae, họ Erebidae.